# Zamek w Tustaniu
Zamek w Tustaniu – nieistniejący zamek zbudowany przez króla Kazimierza Wielkiego pomiędzy latami 1340-1360 w zespole skał, które znajdują się w Bieszczadach Wschodnich w rejonie stryjskim (do 2020 roku w rejonie skolskim) obwodu lwowskiego, w pobliżu wsi Urycz, położonej na południe od miasta Borysławia i na południowy wschód od osiedla typu miejskiego – Schodnicy, na terenie Parku Narodowego „Beskidy Skolskie”. Unikalny zabytek historii, archeologii, architektury i przyrody jest rozmieszczony wśród leśnego masywu leśnictwa Podhorodeckiego i wchodzi w skład Państwowego Rezerwatu Historyczno-Kulturalnego „Tustań”.
Tustań była punktem obronnym i administracyjnym, a także stacją celną na ważnej drodze solnej, która prowadziła z Drohobycza do Zakarpacia i Europy Zachodniej.
Zamek położony jest na północny wschód 1,5 km od centrum wsi Urycz w rejonie skolskim obwodu lwowskiego Ukrainy.

## Geologia i geomorfologia
Skalny zespół Tustani to ostańce erozyjne, wyrzeźbione ze spiętrzonych warstw piaskowca jamneńskiego pochodzących z okresu paleogenu. Charakteryzują się prawie pionowym zaleganiem warstw osadowych z ich egzotyczną materacopodobną i kulistą teksturą. Forma i charakter skał zależą od warunków wietrzenia i litologicznego składu piaskowca. W mezozoiku i paleogenie, w czasach istnienia prehistorycznego oceanu Теtydy tu nagromadziły się potężne warstwy osadów. Około 25 milionów lat temu, w neogenie, w czasie powstawania dzisiejszych Karpat były już uformowane warstwy skał piaskowcowych, niektóre z nich w trakcie fałdowania ukazały się na powierzchni ziemi. W geologii są one znane jako „piaskowce jamneńskie” (nazwa pochodzi od byłej wsi Jamna). W zespole skał uryckich  wyróżniają się oddzielne ostańce: Kamień, Ostry Kamień, Mała Skała, Żołób (Orzeł).
W niektórych miejscach piaskowce występują w formie dużych monolitów, w innych –  w formie bezładnie nagromadzonych brył. Jest wiele pęknięć, wnęk, niewielkich jaskiń, w tym ręcznie tworzone.

## Etymologia nazwy
Nazwa Tustań ma prasłowiańskie pochodzenie. Według struktury nazwa Tustań jest dwuczłonowa i składa się z komponentów Tu + stań. Taki typ imion jest znany w sanskrycie, języku starogreckim, językach celtyckich, a także właściwy imionom Słowian, które są znane z zabytków VI – VII w. Na przykład, to imiona przywódców Antów i bizantyjskich dowódców słowiańskiego pochodzenia: Dobrohost, Kalihost, Meżmyr, Tatymyr, Chwalybud oraz inne.
Dawne ludowe tłumaczenie pochodzenia nazwy (odnotowane przez polskiego historyka Stanisława Sarnickiego 1585 r.) i współczesna ustna tradycja podają wyjaśnienie nazwy jak „tu stanąć”.

## Historia
Przypuszczalnie tereny na których leży Tustań wchodziły w skład Rusi Kijowskiej, jednak nie ma na ten temat żadnych źródeł pisanych. Wg niektórych autorów w XII w. Tustań obok takich miast jak Przemyśl, Dźwinogród, Sanok, Udecz, Gródek, Jarosław, Wiśnia, Gołogóry, Synowódzko, Spas, Sól, Lwów, Drohowyż, Sambor, Tuchla wchodził w skład księstwa przemyskiego.
Później warownia była głównym (w tym regionie Karpat) przygranicznym centrum między Księstwem Halicko-Wołyńskim a Węgrami, a po wejściu księstwa w skład Królestwa Polskiego – między Królestwem Polskim a Węgrami. 
Najdawniejsza pisemna wzmianka o Tustaniu pochodzi z 1340 r. i znajduje się w pracy polskiego kronikarza Janka z Czarnkowa, który był podkanclerzem polskiego króla Kazimierza Wielkiego. W swojej Kronice katedralnej krakowskiej, która obejmuje wydarzenia z lat 1363-1384, wśród miast i grodów ziemi ruskiej, ufortyfikowanych przez króla Kazimierza wymienia „w ziemi ruskiej miasto Lamburg, inaczej Lwów, i dwa zamki, zamek Przemyśl, zamek i miasto Sanok, miasto Krosno, Lubaczów, Trębowlę, Halicz, Tustań zamki”. Jeżeli Janko z Czarnkowa niczego nie wspomina o zdobyciu Tustania, to żyjący sto lat później inny polski kronikarz Jan Długosz (1415–1480), odnotował, że w 1340 r. „Król Kazimierz w ciągu jednego roku zdobywa władzę nad całą Rusią”: „Kazimierz.... w dzień urodzenia Jana Chrzciciela ruszył na ruską ziemię i tam opanował miasta i zamki Przemyśl, Halicz, Łuck, Włodzimierz, Sanok, Lubaczów, Trembowlę, Tustań, inne ruskie miasta i twierdze”. Kolejna dokumentalna wzmianka o Tustaniu mieści się w bulli papieża rzymskiego Bonifacego ІХ z 15 maja 1390 r. Mowa w niej o przekazaniu przez Władysława Opolczyka miasta Rohatyn, zamków w Olesku i Tustania, z okręgami, chutorami, majątkiem i całymi terenami użytkowymi, a także dziesięciny z soli w Drohobyczu i Żydaczowie dla nowo utworzonej katolickiej diecezji halickiej.
Tustań oprócz obronnej funkcji pełniła też administracyjną i była centrum gminy. O tym świadczy królewski akt darowizny wsi Kruszelnicy z 4 listopada 1395 r. W nim wskazuje się, że wieś Kruszelnica gminy tustańskiej, nadaje się do daru wiernym służącym Iwanowi i Damianowi i ich synom z całym dobrem... z lasami, łąkami, łanami, sianokosami.
Z czasem zamka przeszła pod władzę polskiej magnaterii i szlachty. Dowodem tego jest królewski akt darowizny z 1539 r. Król na prośbę Jana z Tarnowa daruje Mikołajowi Blizińskiemu i jego dziedzicom „twierdzę Tustań, a właściwie tylko skałę w górach Stryjskich w pobliżu granicy z Węgrami”. Oni zobowiązywali się „własnym kosztem i środkami ten zamek na wspomnianej skale bronić, odnowić, umocnić i podtrzymywać w należnym stanie”. Nie wiadomo, czy była twierdza Tustań odremontowana i umocniona, jednak w 1541 r. Bliziński podarował wieś „Podhorodce i twierdzę Tustań” Janowi z Tarnowa.
Tustań była urzędem celnym. Przez nią przechodziła droga handlowa, którą kupcy wozili sól. Droga szła od Drohobycza przez wieś Tustanowycze, potem przez Tustań i wieś Podhorodce, która była przedmieściem twierdzy, dalej dolinami rzek Stryj i Opór prowadziła do karpackich przełęczy. Stamtąd droga szła do krajów Europy Zachodniej. Na istnienie drogi handlowej wskazują toponimy Podhostyniec, Hostyniec, a także góra Towar. Załoga Tustani pobierała od kupców cło i zabezpieczała im ochronę podczas przewozu ich towarów.
To, że warownia Tustań istniała włącznie do XVI w., potwierdzają materiały badań archeologicznych i dokumenty: ostatnia znana wzmianka pisemna o twierdzy jest datowana na 1565 r. Jest ona podana w Lustracji Drohobyckiej żupy solnej. Tam wskazuje się: „...w Tustani biorą cło od kupców, którzy idą górami, mijając Drohobycz. Dzierżawa cła.......czyni 14 złotych”.
Stopniowy upadek zamku spowodowało kilka czynników:
- 1) Ekonomiczny: w XVI w. państwa Europy Centralnej zagospodarowują własne złoża soli, a więc zniknęła potrzeba jej wywozu z Galicji. Tustań traci rolę urzędu celnego.

- 2) Polityczny: w związku ze stabilizowaniem się politycznych stosunków Polski i Węgier i przesuwaniem polskich granic na wschód, Tustań przestaje odgrywać rolę przygranicznej twierdzy obronnej.

- 3) Wojskowy: przemiany w wojskowej technice i odpowiednio, w wojskowej taktyce, doprowadziły do utraty obronnego znaczenia zamku.

## Architektura

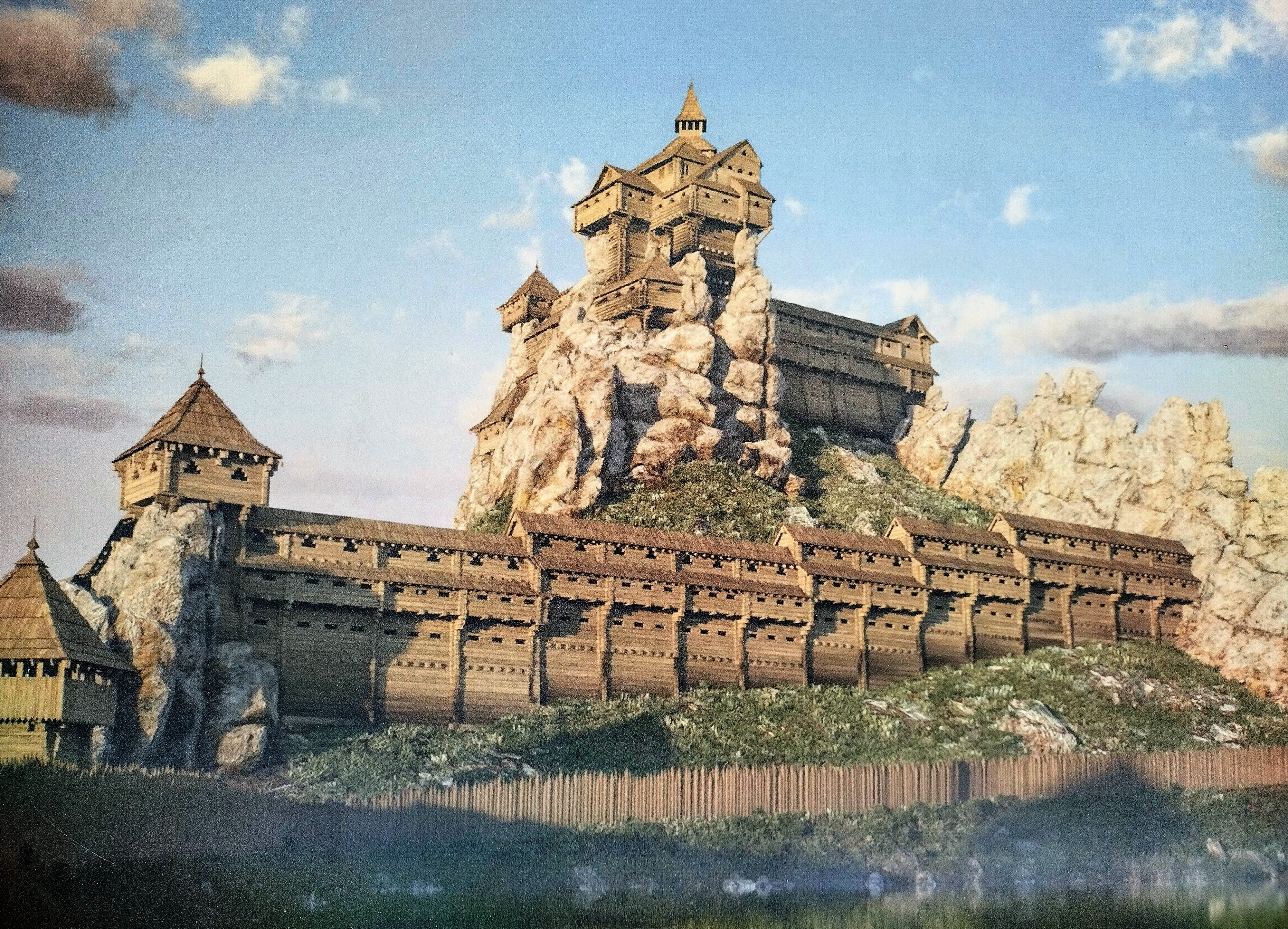
Grafika komputerowa odtwarzająca zamek w Tustaniu na podstawie źródeł historycznych

Skalne miasto-twierdza Tustań zajmuje szczególne miejsce w drewnianym budownictwie średniowiecza.
Skalne formacje jako potężne obronne ściany były bardzo umiejętnie wykorzystane przez budowniczych. Odstępy między skałami zostały przegrodzone drewnianymi ścianami, zamykającymi wszelkie możliwe dostępy do zamku. Tam, gdzie drewniane konstrukcje dochodziły do skał, w kamieniu drążono specjalne zagłębienia –  wpusty i wręby, żeby zamocować belki w skale. Te ślady pozwalają odtworzyć wygląd zewnętrzny twierdzy z IX –  XVI w., mimo to, że same drewniane konstrukcje już się nie zachowały. Tylko na zespole Kamień skalnego miasta-twierdzy Tustań zbadano ponad 4000 takich śladów skalnej zabudowy. Przy grupie skał Mała Skała i Ostry Kamień widoczne są ślady po belkowaniach, a także cysterna na wodę wykuta w skale.
Przeanalizowawszy wszystkie ślady, główny badacz Tustani –  Mychajło Rożko doszedł do wniosku, że twierdza budowana była w kilku etapach. Stale ją rozbudowywano, zwiększano jej wysokość i zajmowano coraz wyższe poziomy zespołu skalnego. W ХІІІ w., w okresie jej największego rozwoju, twierdza zajmowała wszystkie możliwe galerie i tarasy od podnóża do szczytu skał. Wysokość ciągłej zabudowy w wewnętrznym podwórcu sięgała pięciu pięter, każde o wysokości 3,5–4 m, co świadczy o bardzo wysokim poziomie techniki budowlanej.
W celu zabezpieczenia w wodę podczas oblężenia, twierdza miała studnię w podnóżu skały i dwie cysterny. Do dziś zachowały się resztki kamiennej ściany. Mychajło Rożko datował budownictwo ściany na drugą połowę ХІІІ w. Miała ona grubość 2,5 m i przykryła wpusty dla drewnianych ścian, wycięte w skałach.

## Archeologia
Podczas badań archeologicznych twierdzy Tustań zebrano ponad 25 tysięcy artefaktów. Wśród nich są drewniane elementy zabudowy, liczne wyroby metalowe, ceramika, szkło, wyroby skórzane.
Wśród wyrobów metalowych bardzo interesujący jest relikwiarz w kształcie krzyża (enkolpion), tarcza pierścienia z grawerowanym rysunkiem ptaka, spiżowa buława, młot, siekiera, groty bełtów do kuszy, iglicowe i trzpieniowe groty strzał tarczowych, groty włóczni, krzesiwa, ostrogi, serca dzwonków, rylce do drewna, igły, zapięcia do książek.
Drewniane znaleziska są reprezentowane przez wielką ilość drewnianych konstrukcji, wśród których znajdują się fragmenty sześciu węgarów, słupy konstrukcyjne galerii, fragmenty belek, kołków-dybli, desek ze złączami typu „jaskółczy ogon”, dranice, gonty, a także drewniane łyżki i łopata. Fragmenty ceramicznego naczynia, znalezione podczas wykopalisk archeologicznych, badacze datują na ІX – XVІІ wiek. Znaleziono również kafle, wśród których wyróżniają się elementy z plastycznym wyobrażeniem Jerzego Zwycięzcy, który zabija smoka.

## Petroglify
Naskalne rysunki (petroglify) są wielkim i nieco tajemniczym obszarem zabytków dawnej kultury ludzkości i jej pierwotnej sztuki. W zasadzie w Tustani petroglify są umieszczone na centralnej i największej grupie skalnej – Kamieniu i znajdują się w trudno dostępnych miejscach.
Wśród wszystkich petroglifów w Tustani uwagę naukowca Mykoły Bandriwskiego przyciągnęła grupa obrazów, które mają wygląd koła, dysku albo schematycznych okrągłych figur. Takie znaki przyjęto nazywać solarnymi (słonecznymi). Badacz przeanalizował rozmieszczenie tych solarnych znaków i uważa, że istniał pewien system rozmieszczenia znaków, które nanosili na skały według zawczasu opracowanego planu. Jednak nie wszyscy badacze zgadzają się z myślą, że „solarne znaki” były tworzone ręcznie. W szczególności doktor nauk geologicznych Bogdan Ridusz udowodnił, że to  są w rzeczywistości przyrodnicze reliefy skamieniałych morskich gąbek, które utworzyły się w trakcie wietrzenia skały.
Zachowały się w Tustani i ręcznie tworzone petroglify. Szczególnie interesujące są pojedyncze obrazy zwierząt: wilka, który dogania łosia, konia i jeźdźca. Podczas wykopalisk, prowadzonych pod kierunkiem М. Rożka, na stokach Dużego Skrzydła znaleziono grupę naskalnych obrazów, złożoną z ośmiu figur: pięciu siekier, dwóch krzyży i jednej swastyki-czworonogi.
Duża część petroglifów mogła powstać w XVІІІ – ХХ w., kiedy skały Tustani były już obiektem znanym i odwiedzanym przez turystów. Znaczną grupę znalezionych zabytków reprezentują znaki heraldyczne. W większości są to trójzęby, a także symbole różnych organizacji.

## Badanie Tustani
Zainteresowanie naukowe skałami w Uryczu pojawiło się na początku XIX w. W ХХ w. było związane ze studiami krajoznawczymi.
W ХХ w. pionierskie badania  Tustani przygotowali J.Pasternak, О. Ratycz, P. Rapoport, R.Bahrij.
W latach 1971–1978 Mychajło Rożko razem z grupą entuzjastów zrealizował systematyczne badania istniejących śladów zabudowy i opracował pierwsze wersje rekonstrukcji twierdzy. Od 1978 roku rozpoczął się jakościowo nowy etap badań Tustani, kiedy na zabytku rozpoczęła prace wyprawa Lwowskiej Obwodowej Organizacji Ukraińskiej Spółki Ochrony Zabytków Historii i Kultury, która w latach 1979–1991 została przekształcona w Karpacką Architektoniczno-Archeologiczną Wyprawę Instytutu Społecznych Nauk Akademii Nauk USRR pod kierunkiem Mychajła Rożka. Konsekwentne systemowe badanie skalnych utworów Tustani dokonane przez Mychajła Rożka pozwoliły badaczowi wykonać planistyczno-przestrzenną i objętościową rekonstrukcję zespołu fortecznego Tustani z centralnym założeniem na skalnej grupie Kamień i osobnymi punktami obronno-strażniczymi na Ostrym Kamieniu i Małej Skale. Na podstawie analizy wyników wykopalisk archeologicznych, architektoniczno-archeologicznych pomiarów skał ze śladami osadzania drewnianych konstrukcji oraz resztek budowanych ścian dokonano rekonstrukcji pięciu okresów wznoszenia drewnianej zabudowy twierdzy. Badanie podobnych krajobrazowo-architektonicznych obiektów ze śladami drewnianych konstrukcji, rozmieszczonych w Bubniszczu, Rozhurczym i Podkamieniu, innych umocnionych miejsc bliskiego otoczenia Tustani pozwoliły również wywnioskować o charakterze budownictwa i architekturze fortyfikacji doby książęcej, rozmieszczonych w górskich, skalistych miejscach i określić miejsce zabytku w zespole wcześniejszych obronnych obiektów Karpat Wschodnich. W końcu przeprowadzone badania archeologiczne pozwoliły badaczowi dojść do wniosku, że liczne ślady przylegania drewnianych zabudowań do skał, które odsłonięto w trakcie wykopalisk, potwierdziły obecność kilkuetapowej drewnianej zabudowy twierdzy.

## Państwowy Rezerwat Historyczno-Kulturalny „Tustań”
W 1994 roku Uchwałą Gabinetu Ministrów Ukrainy utworzono Państwowy Rezerwat Historyczno-Kulturalny „Tustań”. Funkcje dyrekcji pełniło Lwowskie Muzeum Historyczne. Jednak w 2005 roku utworzono osobną dyrekcję – Państwowy historyczno-kulturalny rezerwat „Tustań”.
Od września 2016 roku zmieniono nazwę na Zakład Komunalny Lwowskiej Rady Obwodowej „Administracja Państwowego Rezerwatu Historyczno-Kulturalnego „Tustań”, skrócona nazwa –  ZK LRO APRHK „Tustań”.